# Granica polsko-radziecka
Granica polsko-radziecka – w latach 1922–1991 Polska graniczyła ze Związkiem Socjalistycznych Republik Radzieckich. Granicę tę, jako granicę z Ukraińską SRR i Białoruską SRR ustalono w 1921 roku traktatem ryskim. W 1922 roku formalnie powstał ZSRR. W okresie II wojny światowej granica ta faktycznie nie istniała ze względu na okupację terytorium Polski przez Niemcy i ZSRR. Po wojnie wytyczona na nowo na bazie nieco zmodyfikowanej tzw. linii Curzona.

## Granica w latach 1922–1946
W okresie międzywojennym granica z ZSRR była drugą pod względem długości po granicy polsko-niemieckiej. Jej długość wynosiła 1407 km (niemiecka miała 1912 km). W latach 1924–1939 zadania związane z ochroną granicy wypełniały jednostki Korpusu Ochrony Pogranicza.

### Przebieg granicy
Granica polsko-radziecka została ustalona w wyniku wojny polsko-bolszewickiej i kończącego ją traktatu w Rydze. Rozpoczynała się od trójstyku polsko-radziecko-łotewskiego, położonego na rzece Dźwinie i biegła na zachód od Mińska, po łuku rozpiętym między rzekami Berezyną i Prypecią. Następnie przebiegała odcinkiem pomiędzy Mikaszewiczami (RP) i Zwiahelem (ZSRR). Tu granica skręcała na południowy zachód przez Ostróg do rzeki Zbrucz i dalej ujścia do Dniestru, gdzie znajdował się trójstyk z Rumunią.

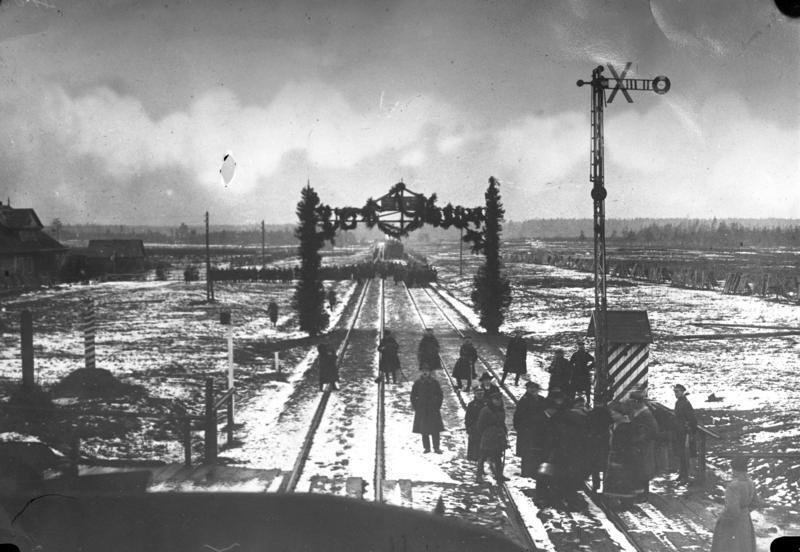
Granica w 1932 r.

Dokładny przebieg granicy w terenie określony został w załączniku nr 1 – „Ogólny ostateczny protokół przebiegu granicy państwowej między RP a ZSRR” - do umowy między Rzecząpospolitą Polską a Związkiem Socjalistycznych Republik Rad o stosunkach prawnych na granicy państwowej, podpisanej w Moskwie dnia 10 kwietnia 1932 r..
Granica ta de facto przestała istnieć po agresji ZSRR na Polskę 17 września 1939 roku i podpisaniu w Moskwie przez Ribbentropa i Mołotowa Traktatu o granicach i przyjaźni pomiędzy ZSRR a III Rzeszą z dnia 28 września wytyczającym linię demarkacyjną między obu państwami na terytorium II Rzeczypospolitej, określaną jako granica państwowa. Postanowienia te były sprzeczne z IV konwencją haską, ratyfikowaną przez Niemcy i Rosję.
Po agresji ZSRR na Polskę Winston Churchill stwierdził w przemówieniu radiowym 1 października 1939 roku: To, że armie rosyjskie musiały stanąć na tej linii było jasne i niezbędne ze względu na niebezpieczeństwo grożące Rosji ze strony nazistowskich Niemiec. W każdym razie linia jest tam i został utworzony front wschodni, którego nazistowskie Niemcy nie ośmielą się napaść. Tego samego dnia ekspert z Foreign Office Ivone Kirkpatrick zasugerował, aby zaakceptować linię Curzona jako podstawę przyszłej granicy polsko-radzieckiej.
22 października 1940 roku brytyjski ambasador w ZSRR Stafford Cripps przedstawił stronie radzieckiej memorandum, w którym Wielka Brytania gotowa była uznać, do czasu podjęcia konsultacji, de facto suwerenność ZSRR w Estonii, Łotwie, Litwie, Besarabii i Północnej Bukowinie i tych częściach byłego państwa polskiego, które znajdują się obecnie pod władzą (control) radziecką.
17 stycznia 1942 roku ambasada Rzeczypospolitej w ZSRR otrzymała notę Ludowego Komisariatu Spraw Zagranicznych ZSRR, powiadamiającą ją, że rząd radziecki nie będzie rozpatrywał żadnych not polskich, które by stały na stanowisku, że Lwów, Brześć, Stanisławów, lub inne miasto, znajdujące się na terytorium ukraińskiej socjalistycznej republiki radzieckiej, lub białoruskiej socjalistycznej republiki radzieckiej, wchodzących w skład związku socjalistycznych republik radzieckich są miastami Rzeczypospolitej Polskiej.
Granica Polski z ZSRR ustalona traktatem ryskim przestała istnieć de iure 29 stycznia 1946 r., tj. w dacie wejścia w życie umowy o polsko-sowieckiej granicy państwowej.

## Granica w latach 1946–1991

### Przebieg granicy
Granica Polskiego Komitetu Wyzwolenia Narodowego z rządem ZSRR, uwzględniająca sowieckie aneksje, ustalona w porozumieniu „O polsko-radzieckiej granicy”, podpisanym w Moskwie 27 lipca 1944 roku przez Edwarda Osóbkę-Morawskiego i Wiaczesława Mołotowa. Ta umowa nie miała jakichkolwiek skutków prawnych, ponieważ PKWN nie posiadał upoważnienia do zawarcia takiej umowy. Przebieg granicy polsko-radzieckiej był także tematem konferencji mocarstw w Jałcie, mającej miejsce w lutym 1945 r. Jej przebieg został ostatecznie zatwierdzony w Protokole Końcowym konferencji przez wszystkie uczestniczące w niej mocarstwa. Został on powtórzony w umowie pomiędzy RP a ZSRR między Rzecząpospolitą Polską i Związkiem Socjalistycznych Republik Radzieckich o polsko-radzieckiej granicy państwowej, zawartej przez Tymczasowy Rząd Jedności Narodowej i rząd ZSRR w Moskwie w dniu 16 sierpnia 1945 r. Umowa ta weszła w życie 6 lutego 1946 r. Skutkiem tej umowy była cesja Kresów Wschodnich na rzecz Związku Sowieckiego i ustalenie współczesnej wschodniej granicy Polski (wejście w życie umowy z 1945 r.). Zgodnie z art. 1 powyższej umowy granica państwowa między Rzecząpospolitą Polską a ZSRR miała być ustalona wzdłuż „linii Curzona” z odchyleniami od tej linii na rzecz Polski w niektórych rejonach od pięciu do ośmiu kilometrów. Tymczasem granica ta odchyla się w niektórych przypadkach od linii na niekorzyść Polski, np. w rejonie Grodna o blisko 20 km.
Tak podsumowuje „rokowania” polsko-sowieckie w sprawie granicy uczestnik rozmów Stanisław Leszczycki:
W efekcie ostatecznym wszystkie poprawki Polski zostały odrzucone. Wniosek jest taki, że ZSRR przyjął najkorzystniejszą dla siebie interpretację linii Curzona, a w swojej zachłanności przekroczył granicę przyzwoitości – tu przejawił się znów imperializm sowiecki, bezwzględność, brak wielkoduszności i bardzo silna przewaga. Właściwie granica została podyktowana bez rzeczowej dyskusji i bez uwzględniania w najmniejszej mierze potrzeb Polski.
Granica lądowa zaczynała się faktycznie na Mierzei Wiślanej w miejscowości Nowa Karczma (chociaż o podziale Mierzei po raz pierwszy w historii wspomina się dopiero w umowie z 5 marca 1957 r.), przecinała Zalew Wiślany i przebiegała dalej lądem równolegle na północ od miejscowości Braniewo, Bartoszyce, Węgorzewo, Gołdap, przez Puszczę Romincką, na północny wschód od Suwałk w okolicach Wiżajn, przecinała dolinę Czarnej Hańczy, biegła wzdłuż doliny Świsłoczy, przecinała dolinę Narwi, Puszczę Białowieską, skręcała linią prostą na południowy zachód, następnie biegła wzdłuż Bugu, zostawiając po stronie wschodniej nadrzeczny Brześć, w okolicach Kryłowa opuszczała koryto Bugu i skręcała linią niemal prostą na południowy zachód, przecinając Bramę Przemyską, dolinę rzeki Strwiąż, na wschód od Ustrzyk Dolnych osiągając dolinę Sanu, jego korytem biegła do Przełęczy Użockiej, zakręcała na zachód i po kilku kilometrach docierała na szczyt Krzemieńca, gdzie osiągała trójstyk z Czechosłowacją.
Obecnie północna i wschodnia granica Polski ma identyczny przebieg, po rozwiązaniu w 1991 ZSRR i powstaniu na jego terytorium: Rosji, Litwy, Białorusi i Ukrainy jako państw sukcesyjnych ZSRR.
W latach 1945–1991 zadania związane z ochroną granicy wypełniały jednostki Wojsk Ochrony Pogranicza.

### Kształtowanie granicy

Granica polsko-radziecka w 1947 roku a linia Curzona

- 1948 korekta granicy w Galicji i w woj. białostockim
- 15 lutego 1951 dokonano wymiany terytorialnej ziem (zob. Umowa o zmianie granic z 15 lutego 1951) o powierzchni 480 km². W zamian za tereny w kolanie Bugu koło Sokala, Polska otrzymała rejon Ustrzyk Dolnych (DzU z 1952 nr 11, poz. 63).
- 5 marca 1957 dokonano dokładnego wytyczenia granicy w dawnych Prusach Wschodnich oraz granicy na Zalewie Wiślanym i Mierzei Wiślanej (DzU z 1958 nr 37, poz. 166).
- 18 marca 1958 rozgraniczono wody terytorialne w Zatoce Gdańskiej (DzU z 1958 nr 76, poz. 386).
- 17 lipca 1985 rozgraniczono morze w ramach wód terytorialnych, strefy ekonomiczne i szelf kontynentalny (DzU z 1986 nr 16, poz. 85).
- 30 czerwca 1990 ustalono trójstyk granic stref ekonomicznych i szelfu kontynentalnego pomiędzy Polską, Szwecją i ZSRR o współrzędnych geograficznych 55°52,788′ N i 18°55,545′ E (Dz.U.1990 nr 74, poz. 441)
- 27 października 2005 w Wilnie podpisano porozumienie między rządami Litwy, Polski i Rosji „w sprawie określenia punktu styku granic państwowych” – Trójstyk granic. (Monitor Polski z 2007 nr 80, poz. 851)

### Przejścia graniczne
Lista przejść granicznych na granicy polsko-radzieckiej w dniu 6 sierpnia 1975 na podstawie zarządzenia ministra SW w sprawie przejść granicznych:
| #  | Nazwa                                                    | Miejscowość         | Rodzaj przejścia  | Rodzaj ruchu      |
| -- | -------------------------------------------------------- | ------------------- | ----------------- | ----------------- |
| 1  | Braniewo – Mamonowo                                      | Braniewo            | kolejowe          | towarowy          |
| 2  |                                                          | Czeremcha           | kolejowe          | towarowy          |
| 3  | Dorohusk – Jahodyn                                       | Dorohusk            | kolejowe          | towarowy          |
| 4  | Kuźnica – Grodno                                         | Kuźnica Białostocka | kolejowe          | osobowy, towarowy |
| 5  | Medyka – Szeginie (drogowe)                              | Medyka              | kolejowe, drogowe | osobowy, towarowy |
| 6  | Siemianówka – Swisłocz                                   | Siemianówka         | kolejowe          | towarowy          |
| 7  | Skandawa – Żeleznodorożnyj                               | Skandawa            | kolejowe          | towarowy          |
| 8  | Terespol – Brześć (kolejowe) Terespol – Brześć (drogowe) | Terespol            | kolejowe, drogowe | osobowy, towarowy |
| 9  | Werchrata – Rawa Ruska                                   | Werchrata           | kolejowe          | towarowy          |
| 10 | Zubki – Bierestowica                                     | Zubki Białostockie  | kolejowe          | towarowy          |